# Eacles magnifica
Eacles magnifica là một loài bướm đêm thuộc họ Saturniidae. Nó được tìm thấy ở México, Guatemala, Nicaragua, Panama, Brasil, Argentina và Paraguay.

## Phụ loài
- Eacles magnifica magnifica
- Eacles magnifica opaca (Paraguay, Bolivia, Brasil, Uruguay, Argentina)

## Hình ảnh

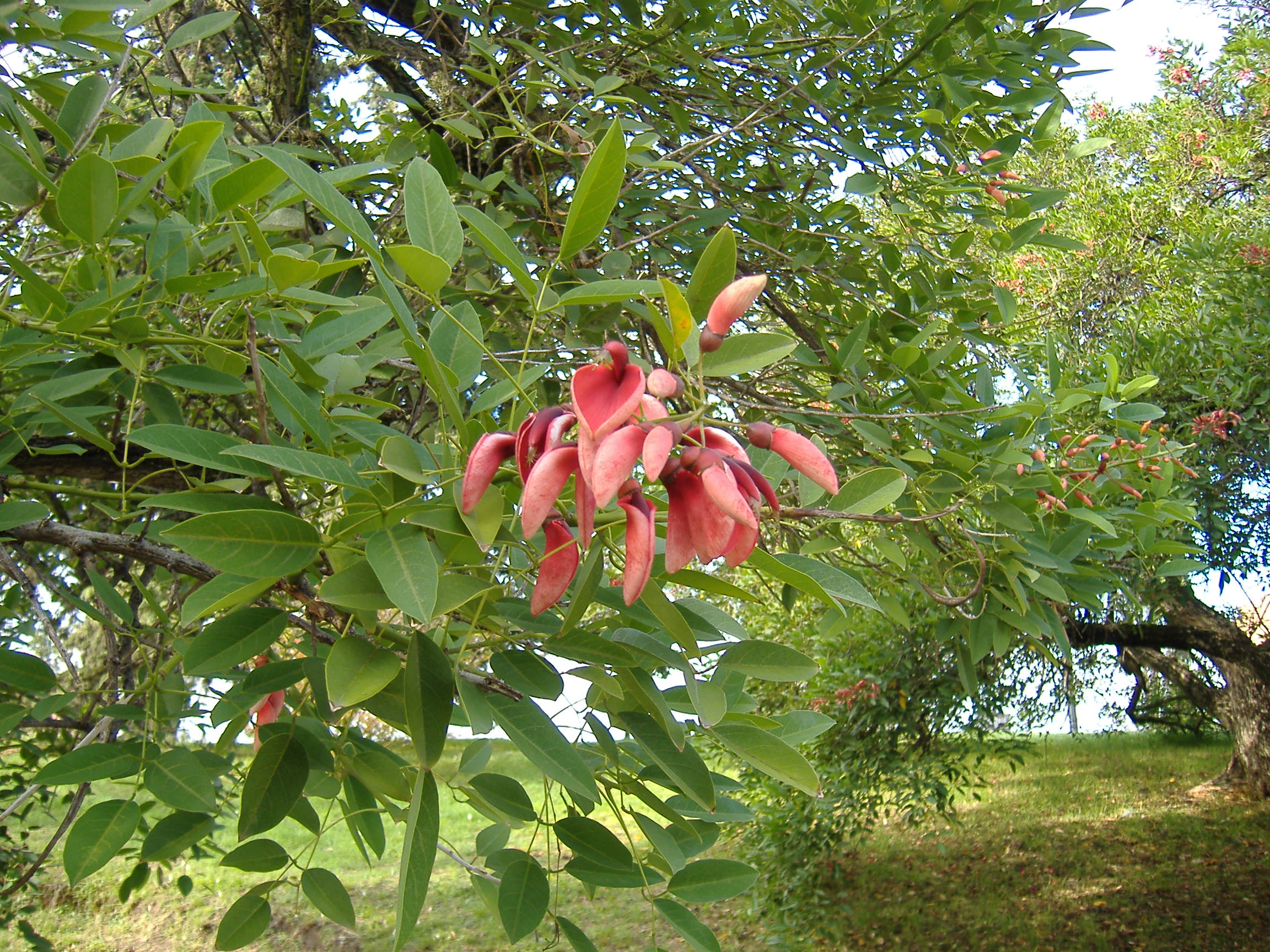